# Доля, Наталья Константиновна
Наталя Константиновна Доля  (укр. Наталья Костянтинівна Доля, род. 26 июля 1974 года) — украинская актриса театра и кино, народная артистка Украины (2011).

## Биография
Родилась 26 июля 1974 года в Киеве.
В 1995 году окончила КНУТКиТ им. Карпенко-Карого.
С 1995 года — актриса Киевского Национального театра русской драмы имени Леси Украинки.Танцевала танцы

## Театр

### Национальный академический театр русской драмы имени Леси Украинки
- "История одной страсти" (1994);
- "Ревность" (1995);
- Мария — Ричард Бринсли Шеридан "Школа скандала" (1995, реж. Резникович, Михаил Резникович);
- Юлия — Танкред Дорст (при участии Урсулы Элер) "Настоящий мужчина в начале тысячелетия..." (1996, Михаил Резникович);
- "Двери хлопают" (1996);
- "Осенние скрипки" (1997);
- "Королевские игры" (1997);
- "Приключения на волшебном острове" (1997);
- "Развод по-русски" (1999);
- "Огонь желаний" (1999);
- "Маскарадные забавы" (2000);
- "Любовь и война" (2000);
- "Царские разборки или миф об Электре" (2000);
- "Невероятный бал" (2001);
- "И всё это было... и всё это будет..." (2001);
- Донна Анна — Леся Украинка "В плену страстей" ("Каменный властелин") (2002, реж. Михаил Резникович);
- Лидия Стахиевна Мизинова (Лика) — Леонид Малюгин "Насмешливое мое счастье" (2003, реж. Михаил Резникович);
- Донна Анна — Анатолий Крым "Завещание целомудренного бабника" (2006, реж. Виталий Малахов);
- Валентина — И.Вырыпаев "Валентинов день" (2007, реж. Леонид Остропольский);
- Анна Павловна Вышневская — А.Н.Островский "Доходное место" (2007, реж. Аркадий Кац);
- Зинаида Афанасьевна — Ф.М.Достоевский "Дядюшкин сон" (2008, реж. Григорий Зискин);
- Варя — А.П.Чехов "Вишневый сад" (2010, реж. Аркадий Кац);
- Манон — М.Ю. Резникович "Сто пятая страница про любовь" (2010, реж. Михаил Резникович)

## Фильмография
1. 1992 — Белые одежды
2. 1993 — Не хочу жениться!
3. 1994 — Долой стыд! — Бьянка
4. 1998 — Кольца всевластия — Имеда
5. 1999 — Кольца всевластия — Люба
6. 1999 — Школа скандала — Мария
7. 2001 — День рождения Буржуя 2 — Ольга
8. 2001 — След оборотня — Анна Выготская
9. 2003 — Роксолана 3
10. 2004 — Любовь слепа — Даша
11. 2004 — Украденное счастье — 'Анна
12. 2005 — Миф об идеальном мужчине. Детектив от Татьяны Устиновой — Ирина Мерцалова
13. 2007 — Жажда экстрима — Лиля
14. 2008 — Про любовь — Нина
15. 2009 — Осенние заботы — Соня
16. 2009 — Осенние цветы — мама Полины
17. 2009 — Хлебный день — Татьяна
18. 2010 — Вера, Надежда, Любовь — Лида
19. 2010 — Платон Ангел — Лида
20. 2010 — Ефросинья — Лида
21. 2011 — Весна в декабре — Ира
22. 2011 — Ящик Пандоры — Анна
23. 2012 — Лист ожидания — Полина Корнеева
24. 2012 — Последняя роль Риты — Зоя Ерофеева
25. 2012 — Синдром дракона
26. 2013 — Женский доктор- 2 — Вера
27. 2013 — Ловушка — Лиля
28. 2014 — Всё вернётся — Ирина

## Звания и награды
- 1997 — Приз за лучший дебют кинофестиваля «Стожары» за фильм «Долой стыд!»
- 2003 — Заслуженный артист Украины[2]
- 2011 — Народный артист Украины